# 馬丁·費里曼
马丁·约翰·克里斯托弗·弗里曼（英語：Martin John Christopher Freeman，1971年9月8日—），英国男演員，其演艺生涯涉及電視劇、電影以及劇場等多个领域。弗里曼15岁时加入青年剧场，于1997年展开其演艺生涯。最为人所熟知的作品为BBC金球奖喜剧电视剧集《办公室风云》，弗里曼在其中扮演蒂姆·坎特伯雷，并凭此角获得首个英国学术电视奖最佳喜剧演员的提名，以及两度获得英国喜剧奖最佳喜剧演员提名。
2005年，他曾作为主角出演了迪士尼制作的《银河系漫游指南》中的亚瑟·登特一角而受到广泛的赞誉，该作品改编自英国作家道格拉斯·亚当斯的同名经典科幻小说。
2011年，弗里曼出演电视剧《神探夏洛克》中的约翰·华生再度名噪一时，拿下包括英国电影学院奖与艾美奖在内的多项最佳男配角奖，以及艾美奖在内的多项提名。
2012年，弗里曼于彼得·杰克逊导演的系列电影《哈比人》三部曲中饰演主角比尔博·巴金斯，获英国帝国电影奖最佳演员奖。
2014年，弗里曼于FX首播的黑色幽默犯罪诗选剧《冰血暴》中饰演主角，获得包括美国金球奖在内的多项提名。
2018年，弗里曼于美国超级英雄电影《黑豹》中饰演埃弗雷特·K·罗斯，本片成为了2018年北美第二高电影和史上票房第11高的电影，并于第91届奥斯卡金像奖中获得3项大奖。

## 早年生活
馬丁·費里曼出生在英格兰汉普郡奥尔德肖特区，是家里五个孩子中最年少的一个。他的父亲杰弗里（一名英國皇家海军军官）和母亲菲洛米娜在他童年时离婚，費里曼跟父親生活。十岁时，由於父亲心脏病去世，費里曼回到母親身邊，跟母親及繼父占士一起生活。
費里曼曾患有哮喘，并且还不得不通过做髋部手术来矫正腿部畸形。他成长在天主教的环境，在他进入伦敦 Central School of Speech and Drama 前，曾於一間天主教综合中学就讀。
在英国电视连续剧《你认为你是谁？》2009年8月19日的一集中，他得知自己的祖父伦纳德·費里曼曾是英国二战时英國皇家陸軍醫療兵團成员。 伦纳德·W·費里曼曾是英国本土防卫自卫队150(N)现场救护团志愿者，死于1940年5月24日法国北部的斯图卡拂晓袭击。他所在的部队两天后撤离了敦刻尔克。
費里曼少年時是壁球好手，他在9歲時曾入選英國國家隊到世界各地參與比賽。不過費里曼其後覺得自己並沒有良好的心理狀態去成為專業壁球員。14歲時，費里曼退出了國家隊，並於15歲時加入青年劇場。

## 职业生涯
費里曼15岁时就加入了青年剧场，但是他下定决心把演员当成事业还是在他17岁的时候。
費里曼至少在18个电视节目、14个剧场作品中出镜，还参与了一些电台作品的制作。他在《办公室风云》中飾演的蒂姆·坎特伯雷给观众留下了深刻印象。並憑此角獲得首個英國學術電視獎最佳喜劇演員的提名，以及兩度獲提名英国喜剧奖的最佳喜劇演員。
他还出演了情景喜剧《Hardware》，並因此劇而得到金玫瑰电视节最佳喜劇男演員獎。費里曼也出演过电影，如萨莎·拜伦·科恩的《谁与争疯》（2002年）、李察·寇蒂斯的《真爱至上》（2003年）。
除了不同類型的喜劇角色外，費里曼亦有出演不少嚴肅的角色。他在英国BBC2003年的历史剧《查理二世》中出演沙夫茨伯里伯爵。《這一生》第二季第一集有費里曼的身影，他也曾出現在BBC电视连续剧《拜見羅賓遜一家》中。此外，弗瑞曼客串过不少劇集，如《布莱克书店》的第一集。
除了劇集外，他亦客串了许多电影，包括由西蒙·佩吉和埃德加·赖特编写的《血与冰淇淋三部曲》。他在第一部曲《僵尸肖恩》（2004年）中飾演伊冯的男朋友德克兰，是沒有台詞的角色；第二部曲《終棘警探》（2007年）中扮演警察Met. Sergeant。費里曼也在第三部曲《The World's End》中出演主要角色，該電影於2013年上映。
2007年，他在Gavin Claston编导的电影《共生死同进退》中擔住主角Chris Ashworth。同年他還參與了比爾·肯賴特的剧场作品《最后一笑》（The Last Laugh），跟罗杰·劳埃德·派克、杰米·霍加斯和克里斯多夫·莫罗等人合作。
2009年5月，他主演了喜剧《男女变错身》，该剧是講述男女主角维罗妮卡和丹尼，在一次事故中意外互换身体后的故事。
2010年，他參與了英国48小时电影计划，他演出的作品是《默剧女子》（The Girl Is Mime）。
2010年7月，費里曼在英国BBC现代改编剧《神探夏洛克》中担任约翰·华生一角。劇集播出後反應熱烈，費里曼更憑此角获得了英國學術電視獎最佳男配角獎。2012年1月，《神探夏洛克》播出第二季，費里曼再憑該角獲提名英國學術電視獎及艾美獎的最佳男配角。
2012年，費里曼在彼得·杰克逊导演的电影《哈比人：意外旅程》中出演主角比爾博·巴金斯。彼得·傑克森最初邀請費里曼參與演出時，由於《哈比人：意外旅程》的拍攝時間，跟《神探夏洛克》第二季相衝突，費里曼決定推卻《哈比人：意外旅程》的演出。但彼得·傑克森在觀看過其他演員的試鏡片段後，認為費里曼是唯一一個適合飾演比爾博·巴金斯的演員，最後決定調整《哈比人：意外旅程》的拍攝進度以配合費里曼的檔期。費里曼先用四個月時間拍攝《哈比人：意外旅程》，然後放兩個月假期回英國以拍攝《神探夏洛克》第二季，待《神探夏洛克》拍攝完畢後才回紐西蘭重新拍攝《哈比人：意外旅程》。
2014年，費里曼參演的短片《沃爾曼先生的問題》，獲得第86屆奧斯卡金像獎最佳真人短片的提名。
2014年上半年，費里曼共有兩部電視劇集上映，分別是《神探夏洛克》第三季，以及迷你劇冰血暴（冰血暴），兩劇播出後皆取得高收視及強勁口碑。費里曼更憑此兩劇在艾美獎、影評人選擇電視獎 以及犯罪驚悚片獎（犯罪驚悚片獎）中獲得最佳男主及最佳男配的雙提名，更憑《神探夏洛克》第三季贏得第66屆黃金時段艾美獎最佳男配角（迷你影集或電視電影）獎。
2014年，費里曼重返劇場主演名劇《理查三世》，該劇於7月至9月，在倫敦西區的特拉法加工作室上演，這是費里曼首次出演莎士比亞的舞台劇。

## 个人生活
費里曼和他在2000年英国第四台《Men Only》片场认识的長期女友——同樣是演員的阿曼達·艾賓頓居住在英国赫特福德郡育有一子一女。。費里曼跟阿曼達曾多次在其他作品中合作，包括《Picking up the Pieces》、《The Debt》、《The Robinsons》以及故事片喜剧《共生死同进退》。2013年，阿曼达參與了費里曼主演的劇集《神探夏洛克》第三季的拍攝，並於劇中演出約翰·華生的妻子——瑪莉·摩斯坦（Mary Morstan）。他們於2016年12月底分手。
費里曼热衷于摩城唱片，曾经在2009年10月的《文化秀》中采访过史摩基·羅賓森。

## 影片目录

### 参演电影
| 首播年份 | 电影名称                                                     | 演出角色                                        | 导演                        | 备注 |
| 1998     | 只是想吻你 I Just Want to Kiss You                           | 弗兰克 Frank                                    | Jamie Thraves               | 电影短片 |
| 2000     | 最近比较烦 The Low Down                                      | 所罗门 Solomon                                  | Jamie Thraves               | — |
| 2001     | Fancy Dress                                                  | 海盗 Pirate                                     | Jon Wright                  | — |
| 2002     | 谁与争疯 Ali G Indahouse                                     | 瑞奇 C. Ricky C.                                | Mark Mylod                  | 黑人喜剧电影 |
| 2003     | 真爱至上 Love Actually                                       | 约翰 John                                       | Richard Curtis              | 爱情喜剧电影 |
| 2004     | Call Register                                                | 凯文 Kevin                                      | Ed Roe                      | 电影短片 |
| 2004     | 僵尸肖恩 Shaun of the Dead                                   | 迪克兰 Declan                                   | Edgar Howard Wright         | “血与冰淇淋三部曲”中的第一部作品，以僵尸为主题的英国浪漫喜剧电影。                                                                              |
| 2005     | Blake's Junction 7                                           | 维拉 Vila                                       | Ben Gregor                  | 电影短片 |
| 2005     | 银河系漫游指南 The Hitchhiker's Guide to the Galaxy          | 亚瑟·邓特 Arthur Dent                           | 加斯·詹宁斯                 | 根据著名英国科幻小说作家道格拉斯·亚当斯的《银河系漫游指南》改编而成的英美喜剧科幻片。                                                           |
| 2005     | 五号路口 Round About Five                                    | 男人 The Man                                    | Charles Guard，Thomas Guard | 电影短片 |
| 2006     | 喜糖 Confetti                                                | 马特 Matt                                       | 德比·伊斯特                 | 英国模拟浪漫喜剧电影 |
| 2006     | 解构生活 Breaking and Entering                               | 桑迪 Sandy                                      | 安东尼·明格拉               | — |
| 2007     | 插画情缘 Dedication                                          | 杰里米 Jeremy                                   | 贾斯汀·塞洛克斯             | 剧情喜剧片/独立电影 |
| 2007     | 晚安好梦 The Good Night                                      | 盖瑞 Gary Shaller                               | 杰克·帕特洛                 | 奇幻作品/戏剧 |
| 2007     | 热血警探 Hot Fuzz                                            | 警长（客串） Met. Sergeant                      | Edgar Howard Wright         | “血与冰淇淋三部曲”中的第二部作品。 |
| 2007     | 共生死同进退 The All Together                                | 克里斯·阿什沃斯 Chris Ashworth                  | 加文·克拉克斯顿             | 戏剧/爱情片 |
| 2007     | Rubbish                                                      | 凯文 Kevin                                      | Ed Roe                      | 喜剧短片 |
| 2007     | 夜巡 Nightwatching                                           | 伦勃朗 Rembrandt van Rijn                       | 彼得·格林纳威               | 剧情片/推理片 |
| 2008     | —                                                            | —                                               | —                           | — |
| 2009     | 圣公会主学堂 Nativity!                                       | 保罗·马登斯 Paul Maddens                        | 德比·伊斯特                 | 2009年英国圣诞喜剧电影，也是Nativity电影系列的第一部电影。                                                                                      |
| 2009     | HIV: The Musical                                             | 詹姆斯 James                                    | Joseph Patrick, Tim Woodall | 喜剧短片 |
| 2010     | 狂野目标 Wild Target                                         | 赫克托·狄克森 Hector Dixon                      | Jonathan Lynn               | 基于1993年法国电影Cibleémouvante制作的黑色喜剧电影。                                                                                            |
| 2011     | 床伴逐个数 What's Your Number?                               | 西蒙 Simon                                      | Mark Mylod                  | 本片改编自Karyn Bosnak的著作《20 Times a Lady》。                                                                                               |
| 2011     | 默剧女子 The Girl Is Mime                                    | 克莱夫·巴克尔 Clive Buckle                      | Tim Bunn                    | 该短片是伦敦48小时电影工程作品之一。整部影片从出剧本到拍摄到剪辑到提交，一共花费48小时。弗里曼最终获得最佳演技奖。                              |
| 2012     | 霍比特人：意外旅程 The Hobbit: An Unexpected Journey         | 比尔博·巴金斯 Bilbo Baggins                     | 彼得·杰克逊                 | 该影片改编自J·R·R·托尔金于1937年发表的同名小说，作为奇幻冒险史诗电影《霍比特人电影系列》的首部，是魔戒电影三部曲的前传，依然由彼得·杰克逊执导。 |
| 2013     | 醉后末日 The World's End                                     | 奥利佛·“天魔”·钱伯林 Oliver "O-Man" Chamberlain | Edgar Howard Wright         | 本片是“怪咖铁三角”埃德加·赖特、西蒙·佩格及尼克·弗罗斯特的“血与冰淇淋三部曲”的最后一部。                                                         |
| 2013     | 斯文加利 Svengali                                            | Don                                             | John Hardwick               | 喜剧电影 |
| 2013     | 霍比特人：史矛革之战 The Hobbit: The Desolation of Smaug     | 比尔博·巴金斯 Bilbo Baggins                     | 彼得·杰克逊                 | 霍比特人电影系列的第二部作品。 |
| 2013     | 问题先生乌尔曼 The Voorman Problem                           | 威廉斯医生 Dr. Williams                         | Mark Gill                   | 该影片改编自“Panopticon”，一部故事来自大卫·米切尔的小说“数字梦”，2013年获英国影艺学院奖最佳短片奖提名，2014年获奥斯卡最佳实景短片奖提名。       |
| 2014     | 霍比特人：五军之战 The Hobbit: The Battle of the Five Armies | 比尔博·巴金斯 Mark Gill                         | 彼得·杰克逊                 | 霍比特人电影系列的第三部作品。 |
| 2016     | 美国队长3：英雄内战 Captain America: Civil War               | 艾爾佛特·K·羅斯 Everett K. Ross                 | 罗素兄弟共同执导            | 本片改编自漫威漫画旗下的角色美国队长和马克·米勒的2006年漫画《内战》的故事情节，为2014年电影《美国队长2》的续集和漫威电影宇宙的第十三部作品。    |
| 2016     | 探戈，战地，威士忌 Whiskey Tango Foxtrot                     | Iain MacKelpie                                  | Glenn Ficarra, John Requa   | 该影片改编自金·巴克（Kim Barker）的回忆录《塔利班混战：阿富汗和巴基斯坦的奇怪日子》。                                                           |
| 2017     | 负重前行 Cargo                                               | 安迪·罗斯 Andy Rose                             | 尤兰达·兰克                 | 世界末日恐怖电影，由兰克根据其2013年同名短片改编。获澳大利亚影艺学院最佳电影奖提名。                                                            |
| 2018     | 黑豹 Black Panther                                           | 艾爾佛特·K·羅斯 Everett K. Ross                 | 瑞恩·库格勒                 | 美国超级英雄电影，剧情改编自漫威漫画旗下同名漫画人物故事。                                                                                      |
| 2019     | 歡樂頌 Ode to Joy                                            | 查理 Charlie                                    | Jason Winer                 | — |
| 2019     | 雙面特務 The Operative                                       | 托马斯 Thomas                                   | 尤瓦·阿德勒                 | 该影片改编自希伯来小说前任情报官伊夫塔赫·里希特·阿迪尔（Yiftach Reicher-Atir）的《英语老师》。                                                  |
| 2022     | 黑豹2：瓦干達萬歲 Black Panther: Wakanda Forever             | 艾爾佛特·K·羅斯 Everett K. Ross                 | 瑞恩·库格勒                 | 美国超级英雄电影，剧情改编自漫威漫画旗下同名漫画人物故事。                                                                                      |

### 参演電視剧集
| 首播年份  | 剧集名称                                       | 演出角色                               | 参与单元                              | 备注 |
| 1997      | 警務風雲 The Bill                              | 克雷格·帕内尔 Craig Parnell            | 第13季第3集: "Man Trap"               | — |
| 1997      | 此生 This Life                                 | 斯图尔特 Stuart                        | 第2季第1集: "Last Tango in Southwark" | — |
| 1998      | 急診室的故事 Casualty                          | 瑞奇·贝克 Ricky Beck                   | 第13季第8集: "She Loved the Rain"     | — |
| 1998      | Picking up the Pieces                          | 布兰登 Brendan                         | 第1季第7集                            | — |
| 2000      | 六賤客 Bruiser                                 | 多個角色                               | 全6集                                 | — |
| 2000      | Lock, Stock...                                 | Jaap                                   | 第1季第3集及第4集                     | Lock，Stock ...是由Guy Ritchie共同编写和创作的七部分英国电视犯罪剧集，作为1998年电影“Lock，Stock”和“Two Smoking Barrels”的续篇。 |
| 2000      | 布萊克書店 Black Books                         | 醫生 Doctor                            | 第1季第1集: "Cooking the Books"       | — |
| 2001      | Men Only                                       | 杰米 Jamie                             | —                                     | 電視電影 |
| 2001      | World of Pub                                   | 多個角色                               | 第1季第1集至第5集                     | — |
| 2001-2003 | 辦公室風雲 The Office                          | 蒂姆·坎特伯雷 Tim Canterbury           | 全14集                                | — |
| 2002      | 海倫·韋斯特探案故事 Helen West (TV series)     | DC Stone                               | 全3集                                 | — |
| 2002      | Linda Green                                    | 马特 Matt                              | 第2季第8集: "Easy Come, Easy Go"      | — |
| 2003      | 債 The Debt                                    | 特瑞·罗斯 Terry Ross                   | —                                     | 電視電影 |
| 2003      | Margery and Gladys                             | D.S. Stringer                          | —                                     | 電視電影 |
| 2003      | 查理二世 Charles II: The Power and The Passion | 沙夫茨伯里伯爵 Lord Shaftesbury        | 全4集                                 | 迷你电视剧集 |
| 2003-2004 | 歡樂五金行 Hardware                            | 麦克 Mike                              | 全12集                                | — |
| 2005      | 羅賓森一家 The Robinsons                       | 埃德·罗宾森 Ed Robinson                | 全6集                                 | — |
| 2007      | 喜劇新星的表演 Comedy Showcase                 | 格雷戈·威尔森 Greg Wilson              | 第1季第1集: "Other People"            | — |
| 2007      | 老古玩店 The Old Curiosity Shop                | Mr. Codlin                             | —                                     | 電視電影 |
| 2009      | 斯文加利 Svengali                              | Boss                                   | —                                     | — |
| 2009      | 男女變錯身 Boy Meets Girl                      | Danny Reed                             | 全4集                                 | |
| 2009      | 英國電腦業鼻祖 Micro Men                       | Chris Curry 克里斯·柯里                | —                                     | 電視電影 |
| 2010-2017 | 新福爾摩斯 Sherlock                            | 約翰·華生 John Watson                  | 全12集                                | — |
| 2014-2015 | 冰血暴 Fargo                                   | 莱斯特·奈嘉德 Lester Nygaard           | 全10集                                | — |
| 2015      | 艾希曼檔案 / 世紀審判 The Eichmann Show        | 弥尔顿·弗鲁赫特曼 Milton Fruchtman     |                                       | 電視電影 |
| 2015      | Toast of London                                | Martin Freeman                         | 章節: "Global Warming"                | — |
| 2016-2017 | 創業公司 StartUp                               | 菲尔·拉斯克 Phil Rask                  | 第一季以及第二季全集参与              | — |
| 2018      | To Provide All People                          | 心臟科顧問 Consultant Cardiologist     | 全集                                  | 電視電影，为紀念NHS誕生70週年。                                                                                                  |
| 2019      | 忏悔 A Confession                              | 斯蒂芬·富尔彻 Det. Supt. Steve Fulcher | 全集                                  | 电视迷你剧集 |
| 2023      | 秘密入侵 Secret Invasion                       | 艾爾佛特·K·羅斯 Everett K. Ross        |                                       | 美國劇情超級英雄類型的網路影集，改編自漫威漫畫的同名漫畫                                                                         |

### 獎項及提名
| 年份 | 奖项名称                                                                          | 作品                                                         | 结果 |
| 2002 | 英国喜剧奖 最佳喜劇演員                                                           | 办公室风云（The Office）                                     | 提名 |
| 2004 | 英國學術電視獎 最佳喜劇表演                                                       | 办公室风云（聖誕特別篇）（The Office Christmas Specials）    | 提名 |
| 2004 | 英国喜剧奖 最佳喜劇演員                                                           | 办公室风云（聖誕特別篇）（The Office Christmas Specials）    | 提名 |
| 2004 | 金玫瑰電視節（Rose d'Or）最佳喜劇男演員                                           | 歡樂五金行（Hardware）                                       | 獲獎 |
| 2011 | 英國學術電視獎 最佳男配角                                                         | 新福爾摩斯（第一季）（Sherlock Season 1）                    | 獲獎 |
| 2012 | 英國學術電視獎 最佳男配角                                                         | 新福爾摩斯（第二季）（Sherlock Season 2）                    | 提名 |
| 2012 | 黃金時段艾美獎 最佳男配角（迷你影集或電視電影）                                   | 新福爾摩斯（第二季）（Sherlock Season 2）                    | 提名 |
| 2012 | 犯罪驚悚片獎（Crime Thriller Awards）最佳男配角                                   | 新福爾摩斯（第二季）（Sherlock Season 2）                    | 獲獎 |
| 2013 | 帝國獎（Empire Awards）最佳男主角                                                 | 哈比人：意外旅程（The Hobbit: An Unexpected Journey）        | 獲獎 |
| 2013 | 土星獎 最佳男主角                                                                 | 哈比人：意外旅程（The Hobbit: An Unexpected Journey）        | 提名 |
| 2013 | MTV電影大獎 最佳驚悚表現獎（MTV Movie Award for Best Scared-As-S**t Performance） | 哈比人：意外旅程（The Hobbit: An Unexpected Journey）        | 提名 |
| 2013 | MTV電影大獎 最佳英雄獎（MTV Movie Award for Best Hero）                           | 哈比人：意外旅程（The Hobbit: An Unexpected Journey）        | 獲獎 |
| 2014 | 帝國獎（Empire Awards）最佳男主角                                                 | 哈比人：荒谷惡龍（The Hobbit: The Desolation of Smaug）      | 提名 |
| 2014 | MTV電影大獎 最佳英雄獎（MTV Movie Award for Best Hero）                           | 哈比人：荒谷惡龍（The Hobbit: The Desolation of Smaug）      | 提名 |
| 2014 | Critics' Choice Television Award 最佳男配角（迷你影集或電視電影）                 | 新福爾摩斯（第三季）（Sherlock Season 3）                    | 提名 |
| 2014 | Critics' Choice Television Award 最佳男主角（迷你影集或電視電影）                 | 冰血暴（Fargo ）                                             | 提名 |
| 2014 | 第66屆黃金時段艾美獎 最佳男配角（迷你影集或電視電影）                             | 新福爾摩斯（第三季）（Sherlock Season 3）                    | 獲獎 |
| 2014 | 第66屆黃金時段艾美獎 最佳男主角（迷你影集或電視電影）                             | 冰血暴（Fargo ）                                             | 提名 |
| 2014 | 犯罪驚悚片獎（Crime Thriller Awards）最佳男主角                                   | 新福爾摩斯（第三季）（Sherlock Season 3）及 冰血暴（Fargo ） | 提名 |
| 2015 | 第72屆金球獎最佳男主角（連續短劇與電視電影）                                      | 冰血暴（Fargo ）                                             | 提名 |